# Josef Barac
Josef Barac (hebr.: יוסף ברץ, ang.: Yosef Baratz, Yosef Baretz, ur. 1890 na Podolu, zm. 14 grudnia 1968) – izraelski polityk, w latach 1949–1951 poseł do Knesetu z listy Mapai.
W pierwszych wyborach parlamentarnych w 1949 jedyny raz dostał się do izraelskiego parlamentu.